# Pagurus maclaughlinae
Pagurus maclaughlinae är en kräftdjursart som beskrevs av García Gómez 1982. Pagurus maclaughlinae ingår i släktet Pagurus och familjen eremitkräftor. Inga underarter finns listade i Catalogue of Life.